# Yoshihama Ryohei
Ryohei Yoshihama (吉濱 遼平 Yoshihama Ryōhei, sinh ngày 24 tháng 10 năm 1992) là một cầu thủ bóng đá người Nhật Bản.

## Thống kê câu lạc bộ
Cập nhật đến ngày 23 tháng 2 năm 2018.
| Thành tích câu lạc bộ | Thành tích câu lạc bộ | Thành tích câu lạc bộ | Giải vô địch | Giải vô địch | Cúp                   | Cúp                   | Cúp Liên đoàn | Cúp Liên đoàn | Tổng cộng | Tổng cộng |
| Mùa giải              | Câu lạc bộ            | Giải vô địch          | Số trận      | Bàn thắng    | Số trận               | Bàn thắng             | Số trận       | Bàn thắng     | Số trận   | Bàn thắng |
| Nhật Bản              | Nhật Bản              | Nhật Bản              | Giải vô địch | Giải vô địch | Cúp Hoàng đế Nhật Bản | Cúp Hoàng đế Nhật Bản | J. League Cup | J. League Cup | Tổng cộng | Tổng cộng |
| --------------------- | --------------------- | --------------------- | ------------ | ------------ | --------------------- | --------------------- | ------------- | ------------- | --------- | --------- |
| 2012                  | Shonan Bellmare       | J2 League             | 3            | 1            | 0                     | 0                     | -             | -             | 3         | 1         |
| 2013                  | Shonan Bellmare       | J1 League             | 0            | 0            | -                     | -                     | 1             | 0             | 0         | 0         |
| 2013                  | Fukushima United      | JFL                   | 22           | 8            | 2                     | 0                     | -             | -             | 24        | 8         |
| 2014                  | Shonan Bellmare       | J2 League             | 7            | 2            | 2                     | 0                     | -             | -             | 9         | 2         |
| 2015                  | Thespakusatsu Gunma   | J2 League             | 38           | 7            | 1                     | 0                     | -             | -             | 39        | 7         |
| 2016                  | Thespakusatsu Gunma   | J2 League             | 12           | 0            | 0                     | 0                     | -             | -             | 12        | 0         |
| 2017                  | Machida Zelvia        | J2 League             | 21           | 0            | 1                     | 0                     | -             | -             | 22        | 0         |
| Tổng                  | Tổng                  | Tổng                  | 103          | 18           | 6                     | 0                     | 1             | 0             | 110       | 18        |